# Jean-François Dubos
Jean-François Dubos (* 2. September 1945 in Cabourg, Département Calvados) ist ein französischer Spitzenbeamter, Manager und Privatdozent. Im Juni 2012 folgte er Jean-Bernard Lévy als Vorstandschef des Medienkonzerns Vivendi (bis 2014).

## Leben
Jean-François Dubos hat einen Abschluss in Englisch und Spanisch sowie einen Abschluss in Völkerrecht und Politologie der Universität von Paris. Er nahm auch an zwei Ausbildungsprogrammen der Haager Akademie für Völkerrecht teil.
1972 trat er der Parti socialiste (PS) bei.
Von 1981 bis 1984 war er Abteilungsleiter im Verteidigungsministerium von Charles Hernu. Daneben war Dubos auch Dozent an der École nationale d’administration, sowie an der Université Paris 1 (Panthéon-Sorbonne), der Universität Paris-Nanterre, Universität Paris Descartes  und am Institut d’études politiques d’Aix-en-Provence. Dubos arbeitete im Board of Directors (Verwaltungsrat) von zwei Wasserversorgungsunternehmen (Société des Eaux de Melun und Compagnie méditerranéenne d’exploitation des services d’eau) sowie im Aufsichtsrat von Canal+ und Groupe Canal+. Im Jahr 1991 trat er in die Compagnie Générale des Eaux ein, seit 1994 war er Generalsekretär von Vivendi.